# Малло, Орьян
Орьян Малло (фр. Auriane Mallo; род. 11 октября 1993, Лион) —  французская фехтовальщица на шпагах, серебряный призёр летних Олимпийских игр 2024 года, четырёхкратная чемпионка Европы.

## Карьера
Её дебютном взрослом турниром стал чемпионате Европы 2013 года, на котором она вышла во второй раунд, где уступила венгерке Эмеше Сас.
На чемпионате Европы 2016 года завоевала серебро в командной шпаге. Летом того же года на олимпийских соревнованиях в индивидуальной шпаге прошла в 1/16 финала, в котором проиграла румынке Ане Марии Попеску и выбыла из борьбы за медали.
В составе женской команды Франции четырёхкратная чемпионка Европы по фехтованию в командной шпаге (2017, 2018, 2022, 2023). Также на чемпионате Европы 2023 года выиграла бронзовую медаль в индивидуальном турнире среди шпажисток.